# Технический перевод
Технический перевод — перевод, используемый для обмена специальной научно-технической информацией между людьми, говорящими на разных языках. При упрощенном подходе под техническим переводом понимают перевод технических текстов. 

## Описание
В основе технического перевода лежит формально-логический (коллективный) стиль, который характеризуется точностью, неэмоциональностью и безличностью. В лексике используется много терминов латинского или греческого происхождения. Грамматика технических переводов характеризуется использованием специфических и твердо устоявшихся грамматических норм: неопределенно-личные и безличные конструкции, пассивные обороты, широко используются неличные формы глагола. Логическое выделение осуществляется с помощью инверсии.

## Виды технического перевода
В зависимости от форм (способов) обработки исходного текста переводчиком выделяются различные виды технического перевода:
- полный письменный перевод (основная форма технического перевода)
- реферативный перевод
- аннотационный перевод
- перевод заголовков
- устный технический перевод (требуется, например, для обучения использованию оборудования иностранного производства на крупном промышленном предприятии)

## Понятие технического переводчика
Технический перевод осуществляется техническими переводчиками. Технический переводчик является посредником в обмене научно-технической информацией.

## Требования к техническому переводчику
К техническим переводчикам предъявляются следующие профессиональные требования:
- знание как минимум одного иностранного языка в степени, достаточной для понимания текста оригинала
- знание языка, на который выполняется перевод (родного языка), в степени, достаточной для грамотного изложения
- умение пользоваться рабочими источниками информации
- хорошее знание специальной терминологии как на языке оригинала, так и на языке перевода
- хорошее знание области техники, к которой относится переводимый текст
- владение различными видами технического перевода
- оптимальным является наличие у переводчика помимо лингвистического образования еще и специального технического образования.

## Проблемы технического перевода
Основной проблемой технического перевода является необходимость совмещения знания иностранного языка со знанием техники. В связи с нехваткой технических переводчиков и с лингвистическим, и с техническим образованием длительное время ведутся дискуссии о предпочтительном базовом образовании технического переводчика. Часть авторов полагает, что предпочтительно лингвистическое высшее образование (т.е. образование в области иностранных языков), с последующим наращиванием терминологической базы и технических знаний. Другие авторы полагают, что грамотный технический перевод требует профессионального знания соответствующей области техники, а хорошее знание иностранного языка при этом не столь существенно, особенно при переводе на родной язык. 
Наличие двух различных подходов нашло своё отражение в технологиях перевода, используемых бюро переводов. Сторонники первого подхода выполняют переводы силами переводчиков с лингвистическим образованием с последующей редактурой, выполняемой профильными техническими специалистами. Сторонники второго привлекают к переводу только действующих инженеров, при этом редактирование перевода (лингвистом) производится лишь при переводе на иностранный язык. Независимо от технологии выполнения технических переводов, существует проблема поиска квалифицированных кадров для выполнения переводов, связанная как с уровнем образования переводчиков, так и с ситуацией на рынке переводческих услуг. Как следствие общий уровень выполнения технических переводов в России относительно невысок, и многие компании, нуждающиеся в выполнении подобных работ, организуют их выполнение своими силами без помощи бюро переводов.